# 格闘技大戦争
格闘技大戦争（かくとうぎだいせんそう）は、1977年11月14日に行われた梶原一騎主催の格闘技イベント。

## 大会概要
WKAの米国人選手と日本人キックボクサーとの対抗戦の形をとった。メインイベントがキックボクシングルールであった以外は日本式キックボクシングとアメリカのプロ空手の折衷ルールを採用。つまり、2分1ラウンドでインターバル1分、及び肘打ちの禁止、首相撲の制限等が導入されたルールを採用。当時新日本プロレスの若手レスラーであった佐山聡も参戦した。

## 試合結果
第1試合 2分6R
○  平戸誠 vs.  ブリンキー・ロドリゲス ×
6R終了 判定
第2試合 2分6R
○  長江国政 vs.  トニー・ロペス ×
6R終了 判定
第3試合 2分6R
○  佐藤正信 vs.  フレディ・アビレス ×
4R 0:10 KO
第4試合 2分6R
○  猪狩元秀 vs.  ブレンディン・レディ ×
4R 1:39 KO
第5試合 格闘技世界ライト級選手権 2分9R
○  ベニー・ユキーデ vs.  岡尾国光 ×
4R 1:33 KO
第6試合 2分6R
○  マーク・コステロ vs.  佐山サトル ×
6R終了 判定
第7試合 2分6R
○  山里将幸 vs.  レオナルド・ガリーザ ×
2R 1:05 KO
第8試合 メインイベント 3分5R
○  藤原敏男 vs.  ワンナロン・ピラミッド ×
5R終了 判定

## 開催履歴
| 大会名       | 開催年月日     | 会場       | 開催地         |
| ------------ | -------------- | ---------- | -------------- |
| 格闘技大戦争 | 1977年11月14日 | 日本武道館 | 東京都千代田区 |